# Herse (satélite)
Herse é um pequeno satélite natural do planeta Júpiter com apenas 2 km de diâmetro, descoberto pela equipe de astrônomos liderado por Brett J. Gladman, no ano de 2003. Sua designação provisória é S/2003 J 17.
O nome é uma referência [carece de fontes?] à deusa do orvalho Ersa, filha de Zeus e Selene, mencionada pelo poeta espartano Álcman, e não à filha do rei ateniense Cécrope I.